# Städtische Sparkasse Kamen
Die 1857 durch eine kommunale Initiative gegründete öffentlich-rechtliche Städtische Sparkasse Kamen mit Sitz in Kamen fusionierte zum 1. Januar 2013 mit der Sparkasse Unna zur Sparkasse UnnaKamen. Das Geschäftsgebiet der Städtischen Sparkasse Kamen war das Stadtgebiet von Kamen und dessen Vororte.

## Organisationsstruktur
Die Städtische Sparkasse Kamen war eine Anstalt des öffentlichen Rechts. Rechtsgrundlage war das Sparkassengesetz von Nordrhein-Westfalen.

## Geschäftsausrichtung und Geschäftserfolg
Die Städtische Sparkasse Kamen hat als Sparkasse das Universalbankgeschäft betrieben.